# 告発の行方
『告発の行方』（こくはつのゆくえ 原題：The Accused）は、1988年のアメリカ合衆国の社会派映画。
監督はジョナサン・カプラン、出演はジョディ・フォスターとケリー・マクギリスなど。
アメリカで深刻な社会問題となっているレイプにスポットを当てた問題作。
レイプ被害者であるサラを演じたジョディ・フォスターが第61回アカデミー賞主演女優賞、第46回ゴールデングローブ賞主演女優賞 (ドラマ部門)を受賞した。

## ストーリー
ある夜、一軒の酒場から1人の若い男が飛び出してきて、公衆電話から警察に店でレイプ事件が起きていると通報した。彼に続いて店から飛び出してきた若い女性が、通りがかりの車に助けを求めてきた。その女性サラは、酒に酔ってマリファナを吸っていたところを、3人の男たちからレイプされたのだという。
地方検事補キャサリンはこの事件の捜査を行うが、加害者たちは合意の上での行為（和姦）と主張、サラに有利な証拠も何1つなく、キャサリンは渋々司法取引に応じる。それを知ったサラは深く傷つき、自傷行為まで起こしてしまう。
そんなサラの姿を見たキャサリンは事件の再捜査を決意、レイプを煽り唆した男たちを暴行教唆の罪で告発するのだった。
裁判が進むにつれ、、キャサリンはサラのレイプを911に通報する若い大学生のケネス・ジョイスの録音データがあることを知る。ケネスは検察側の証言に同意し、サラをレイプしたことを詳しく語った。3人の男は犯罪勧誘の罪で有罪となった。
この映画は、「米国では6分ごとに強姦事件が報告されている。強姦被害者の4人に1人は2人以上の加害者から襲われている」というタイトルで終わる。

## キャスト
| 役名                   | 俳優                           | 日本語吹替 | 日本語吹替 |
| 役名                   | 俳優                           | フジテレビ版 | テレビ朝日版 （吹替補完版）                                                                                      |
| ---------------------- | ------------------------------ | --- | --- |
| サラ・トバイアス       | ジョディ・フォスター           | 深見梨加 | 戸田恵子 |
| キャサリン・マーフィー | ケリー・マクギリス             | 吉田理保子 | 小山茉美 |
| ケン・ジョイス         | バーニー・コールソン           | 真地勇志 | 草尾毅 |
| クリフ                 | レオ・ロッシ                   | 金尾哲夫 | 野島昭生 |
| サリー                 | アン・ハーン                   | 種田文子 | 高田由美 （七緒はるひ）                                                                                          |
| ポール・ルドルフ       | カーメン・アルジェンツィアノ   | 池田勝 | 池田勝 |
| ボブ                   | スティーヴ・アンティン         | 二又一成 | 松野太紀 |
| ラリー                 | トム・オブライエン             | 秋元羊介 | 小野健一 （小野健一）                                                                                            |
| ポールセン             | ピーター・ヴァン・ノーデン     | 玄田哲章 | 小林修 |
| ダンカン保安官         | テリー・デヴィッド・ミュリガン | 江角英明 | 千田光男 |
| ダニー                 | ウッディ・ブラウン             | 原康義 | 小杉十郎太 |
| ウェンライト弁護士     | スコット・ポーリン             | 小島敏彦 | 小室正幸 |
| カート                 | キム・コンドラショフ           | | |
| 役不明又はその他       | N/A                            | 石森達幸 丸山詠二 加藤正之 西村知道 徳丸完 堀越真己 沢木郁也 磯辺万沙子 亀井芳子 達依久子 叶木翔子 梅津秀行 朝倉佐知 中村博之 | 立木文彦 荒川太郎 塚田正昭 小形満 久保田民絵 叶木翔子 糸博 岡本章子 大滝寛 磯辺万沙子 仲野裕 小山武宏 佐藤しのぶ |
|                        |                                | | |
| 演出                   |                                | 河村常平 | 木村絵理子 |
| 翻訳                   |                                | 岩佐幸子 | 武満眞樹 |
| 調整                   |                                | 荒井孝 | 熊倉亨 |
| 効果                   |                                | | リレーション |
| 制作                   |                                | 東北新社 | 東北新社 |
| 初回放送               |                                | 1992年1月18日 『ゴールデン洋画劇場』                                                                                          | 1998年2月15日 『日曜洋画劇場』 ※DVD収録                                                                          |

※ テレビ朝日版は2021年6月9日にWOWOWで放送される際、地上波放送時にカットされた部分を追加録音した「吹替補完版」が放送された。その際、サリー役の高田由美が休業中のため七緒はるひが代役を務めた。2022年にブルーレイが発売されたが、「吹替補完版」は収録されずDVDと同じ音源が収録されている。

## 備考
- 検事役のケリー・マクギリスも、レイプされた経験がある[4]。
- サラ役もキャサリン役も多くの有名女優が候補に上がった[4]。

## 作品の評価
Rotten Tomatoesによれば、評論27件で批評家支持率93%、一般支持率79%(評価数10,000)、一般平均点は5点満点で3.8となっている(2025-8)。
Metacriticによれば、12件の評論のうち、高評価は8件、賛否混在は4件、低評価はなく、平均点は100点満点中65点となっている。